# Польська Екстраліга з хокею 2017—2018
Чемпіонат Польщі з хокею 2018 — 83-ий чемпіонат Польщі з хокею, чемпіонат стартував 10 вересня 2017 року, завершився 16 березня 2018. Втретє за свою історію чемпіоном Польщі став ГКС Тихи.

## Учасники чемпіонату
| #  | Команда      | Місто          | Арена                                     | Місткість |
| -- | ------------ | -------------- | ----------------------------------------- | --------- |
| 1  | Автоматика   | Гданськ        | Хала Олівія                               | 3 867     |
| 2  | Краковія     | Краків         | Штучна ковзанка імені Адама Ковалевського | 2 500     |
| 3  | ГКС Тихи     | Тихи           | Зимовий стадіон                           | 2 500     |
| 4  | ГКС Ястшембе | Ястшембе-Здруй | Зимовий стадіон                           | 1 986     |
| 5  | Подгале      | Новий Торг     | Міський льодовий палац                    | 3 314     |
| 6  | Орлік        | Ополе          | Торополь                                  | 3 000     |
| 7  | Полонія      | Битом          | Осередок спорту та рекреації              | 3 000     |
| 8  | Унія         | Освенцим       | Льодова зала «МОЗіР»                      | 3 500     |
| 9  | ГКС Катовиці | Катовиці       | Льодова арена «Сателіта»                  | 11 500    |
| 10 | СМС U20      | Сосновець      | Зимовий стадіон                           | 4 000     |
| 11 | Напшуд Янув  | Катовиці       | Янтор Янув                                | 1 417     |

## Попередній етап
| М   | Команда              | І  | В  | ВО | ВБ | ПО | ПБ | П  | Ш       | О  |
| --- | -------------------- | -- | -- | -- | -- | -- | -- | -- | ------- | -- |
| 1.  | ГКС Тихи             | 38 | 29 | 1  | 1  | 2  | 4  | 1  | 189:71  | 97 |
| 2.  | ГКС (Катовиці)       | 38 | 23 | 1  | 3  | 4  | 1  | 6  | 175:105 | 82 |
| 3.  | Краковія Краків      | 38 | 22 | 0  | 3  | 1  | 2  | 10 | 164:90  | 75 |
| 4.  | Подгале (Новий Торг) | 38 | 22 | 1  | 0  | 1  | 1  | 13 | 135:100 | 70 |
| 5.  | ГКС (Ястшембе)       | 38 | 18 | 3  | 2  | 1  | 2  | 12 | 128:86  | 67 |
| 6.  | Унія (Освенцім)      | 38 | 14 | 2  | 2  | 1  | 3  | 16 | 133:130 | 54 |
| 7.  | Орлік (Ополе)        | 38 | 13 | 4  | 2  | 1  | 1  | 17 | 118:107 | 53 |
| 8.  | Автоматика           | 38 | 14 | 0  | 2  | 1  | 0  | 21 | 109:136 | 47 |
| 9.  | Полонія Битом        | 38 | 9  | 2  | 0  | 3  | 1  | 23 | 110:175 | 35 |
| 10. | Напшуд Янув          | 38 | 5  | 1  | 1  | 0  | 1  | 30 | 88:211  | 20 |
| 11. | СМС U20 (Сосновець)  | 20 | 0  | 0  | 0  | 0  | 0  | 20 | 18:156  | 0  |

Джерело: hokejfan

Скорочення: М = підсумкове місце, І = ігри, В = перемоги, ВО = перемога в овертаймі, ВБ = перемога по булітах, ПО = поразки в овертаймі, ПБ = поразки по булітах, П = поразки, Ш = закинуті та пропущені шайби, О = набрані очки

## Плей-оф

### Попередній етап
- Орлік (Ополе) – Напшуд Янув 2:1
  - Орлік (Ополе) – Напшуд Янув 12:5 (6:0, 3:1, 3:4)
  - Напшуд Янув – Орлік (Ополе) 3:2 (1:1, 2:0, 0:1)
  - Орлік (Ополе) – Напшуд Янув 4:2 (1:0, 0:1, 3:0)
- Автоматика – Полонія Битом 0:2
  - Автоматика – Полонія Битом 2:3 (0:1, 1:0, 1:2)
  - Полонія Битом – Автоматика 4:0 (1:0, 0:0, 3:0)

### Чвертьфінали
- ГКС Тихи – Полонія Битом 4:0
  - ГКС Тихи – Полонія Битом 8:3 (2:0, 2:2, 4:1)
  - ГКС Тихи – Полонія Битом 4:0 (2:0, 0:0, 2:0)
  - Полонія Битом – ГКС Тихи 1:3 (1:1, 0:0, 0:2)
  - Полонія Битом – ГКС Тихи 3:7 (0:4, 0:1, 3:2)
- ГКС Катовиці – Орлік (Ополе) 4:0
  - ГКС Катовиці – Орлік (Ополе) 5:0 (2:0, 1:0, 2:0)
  - ГКС Катовиці – Орлік (Ополе) 5:0 (2:0, 1:0, 2:0)
  - Орлік (Ополе) – ГКС Катовиці 2:8 (0:1, 2:4, 0:3)
  - Орлік (Ополе) – ГКС Катовиці 0:5 (0:0, 0:4, 0:1)
- Краковія Краків – Унія (Освенцім) 4:2
  - Краковія Краків – Унія (Освенцім) 9:2 (3:1, 3:0, 3:1)
  - Краковія Краків – Унія (Освенцім) 5:2 (0:2, 1:0, 4:0)
  - Унія (Освенцім) – Краковія Краків 4:1 (2:0, 0:0, 2:1)
  - Унія (Освенцім) – Краковія Краків 3:2 (3:0, 0:2, 0:0)
  - Краковія Краків – Унія (Освенцім) 4:1 (2:1, 0:0, 2:0)
  - Унія (Освенцім) – Краковія Краків 3:4 ОТ (1:2, 1:0, 1:1, ОТ 0:1)
- Подгале (Новий Торг) – ГКС (Ястшембе) 4:3
  - Подгале (Новий Торг) – ГКС (Ястшембе) 4:1 (1:0, 2:1, 1:0)
  - Подгале (Новий Торг) – ГКС (Ястшембе) 2:0 (1:0, 0:0, 1:0)
  - ГКС (Ястшембе) – Подгале (Новий Торг) 1:0 бул. (0:0, 0:0, 0:0, ОТ 0:0, бул. 1:0)
  - ГКС (Ястшембе) – Подгале (Новий Торг) 4:2 (1:0, 3:2, 0:0)
  - Подгале (Новий Торг) – ГКС (Ястшембе) 1:4 (0:2, 1:2, 0:0)
  - ГКС (Ястшембе) – Подгале (Новий Торг) 3:4 (2:1, 0:1, 1:2)
  - Подгале (Новий Торг) – ГКС (Ястшембе) 3:2 бул. (1:0, 0:1, 1:1, ОТ 0:0, бул. 2:1)

### Півфінали
- ГКС Тихи – Подгале (Новий Торг) 4:1 (10, 11, 14, 15, 18 березня):
  - ГКС Тихи – Подгале (Новий Торг) 4:0 (1:0, 0:0, 3:0)
  - ГКС Тихи – Подгале (Новий Торг) 3:1 (0:1, 1:0, 2:0)
  - Подгале (Новий Торг) – ГКС Тихи 5:2 (0:0, 2:0, 3:2)
  - Подгале (Новий Торг) – ГКС Тихи 2:3 (1:1, 1:1, 0:1)
  - ГКС Тихи – Подгале (Новий Торг) 6:4 (5:1, 1:1, 0:2)
- ГКС Катовиці – Краковія Краків 4:1 (11, 12, 15, 16, 19 березня):
  - ГКС Катовиці – Краковія Краків 5:3 (2:2, 3:0, 0:1)
  - ГКС Катовиці – Краковія Краків 4:2 (0:0, 4:2, 0:0)
  - Краковія Краків – ГКС Катовиці 4:3 (2:0, 2:1, 0:2)
  - Краковія Краків – ГКС Катовиці 1:2 ОТ (0:0, 1:1, 0:0, ОТ 0:1)
  - ГКС Катовиці – Краковія Краків 4:1 (1:0, 1:1, 2:0)

### Фінал
- ГКС Тихи – ГКС Катовиці 4:1 (21, 22, 25, 25, 29 березня):
  -  ГКС Тихи – ГКС Катовиці 5:0 (1:0, 2:0, 2:0)
  -  ГКС Тихи – ГКС Катовиці 6:0 (3:0, 2:0, 1:0)
  -  ГКС Катовиці – ГКС Тихи 3:4 (2:1, 0:1, 1:2)
  -  ГКС Катовиці – ГКС Тихи 5:2 (2:0, 2:1, 1:1)
  -  ГКС Тихи – ГКС Катовиці 2:1 ОТ (1:0, 0:1, 0:0, ОТ 1:0)

### Матчі за 3 місце
Матч пройшли 21, 23 березня:
- Краковія Краків – Подгале (Новий Торг) 0:2
  - Краковія Краків – Подгале (Новий Торг) 3:4 ОТ (0:1, 1:1, 2:1, ОТ 0:1)
  - Подгале (Новий Торг) – Краковія Краків 5:4 бул. (1:1, 2:0, 1:3, ОТ 0:0, бул. 2:0)

### Плей-аут
Матч пройшли 3, 4, 10, 11, 16 березня:
- Автоматика – Напшуд Янув 4:1
  - Автоматика – Напшуд Янув 5:4 ОТ (1:0, 0:1, 3:3, ОТ 1:0)
  - Автоматика – Напшуд Янув 3:2 (0:1, 2:1, 1:0)
  - Напшуд Янув – Автоматика 1:2 (0:1, 1:0, 0:1)
  - Напшуд Янув – Автоматика 4:3 бул. (1:1, 2:0, 0:2, ОТ 0:0, бул. 2:0)
  - Автоматика – Напшуд Янув 1:0 ОТ (0:0, 0:0, 0:0, ОТ 1:0)